# Ebbe Arvidsson
Ebbe Arvid Ragnvald Arvidsson, född 23 maj 1914 i Malmö Sankt Johannes församling, död 7 december 2006 i Uppsala domkyrkoförsamling, var en svensk kyrkoman. 

## Biografi
Arvidson var son till järnvägstjänstemannen Carl Arvidsson och Ester, född Persson. Han prästvigdes i Västerås 1942 och var sedan stiftsadjunkt där med uppdrag att öka människors intresse för Bibeln. Han inspirerades bland annat av den österrikiske teologen Pius Parschs folkliturgiska arbete på temat ”Bibel och liturgi” och av Bo Giertz paroll ”Liturgi och väckelse” och inledde ett omfattande vuxenpedagogiskt arbete inriktat på bibelstudium. Den av kyrkoherde David Berglund lanserade bibelstudiemetoden (den så kallade Västerås-metoden med signalorden "ljus, pil och frågetecken") fick genom Arvidsson brett genomslag inte bara i Västerås stift, utan i hela Svenska kyrkan och uppmärksammades också internationellt. 
År 1952 blev Arvidsson generalsekreterare i Riksförbundet Kyrkans Ungdom (RKU) och ungdomssekreterare i Svenska kyrkans diakonistyrelse. Tillsammans med Tage Bentzer byggde han då upp det moderna ungdomsarbetet i Svenska kyrkan. Kyrkans kärnfrågor stod i centrum och han skrev ett stort antal populärt hållna bibelkommentarer. RKU:s verksamhet som en samorganisation mellan stiften konsoliderades och organiserades under hans ledning efter moderna principer. Som en följd av Arvidssons kursverksamhet växte Svenska kyrkans ungdomsledarinstitut i Sigtuna fram för utbildning av ungdomssekreterare. Han blev 1961 institutets förste rektor och 1966 rektor för Svenska Bibelsällskapets pedagogiska verksamhet. Sällskapet fick en omfattande och utåtriktad verksamhet i församlingarna runt om i landet. Åren 1967–1981 tillhörde han styrelsen för stiftelsen Religionspedagogiska institutet, där han var ordförande 1974–1981. RKU engagerade sig i penninginsamlingar för flyktingar från Ungern till Österrike och för ett barnhem i Grekland. Detta ledde till att Arvidsson valdes in i styrelsen för Svenska kyrkohjälpen
År 1963 slogs Svenska kyrkohjälpen samman med Lutherhjälpen och Arvidsson valdes in i Lutherhjälpens styrelse. När han 1970 blev direktor för Lutherska världsförbundets svenska sektion och Lutherhjälpen fick han ledningsansvaret för ett av de största biståndsorganen i landet. Det internationella arbetet profilerades multilateralt med Lutherska världsförbundet och Kyrkornas Världsråd som kanaler och budgeten ökades under hans tid från 38 till 60 miljoner kronor. Begreppet "internationell diakoni" lyftes fram som verksamhetsinriktning. 1971–1979 tillhörde han stiftelsen Radiohjälpens styrelse.
Arvidsson tillhörde styrelsen för Fjellstedtska skolan i Uppsala  1967–1993 och var från 1982 dess ordförande. Han medverkade därvid till gymnasieskolans nedläggning och till att stiftelsen 1982 omorganiserades till teologiskt fortbildnings- och kursinstitut för präster. När han 1975–1985 var ordförande i Svenska kyrkans ekonomi AB stod han i ledningen för uppförandet av Kyrkans hus i Uppsala och den samlokalisering av de centrala kyrkokanslierna som ägde rum där. 
År 1979 återvände han till Svenska Bibelsällskapet och var fram till 1985 generalsekreterare och 1987–1994 ordförande. Hans tjänst sammanföll med färdigställandet av 1981 års översättning av Nya testamentet och han blev samordnare för det omfattande och massmedialt mycket uppmärksammade utgivningsarbetet och den efterföljande receptionsanalysen. Han tog under denna tid initiativet till bibelfonden som med royalty-intäkterna från den nya bibelöversättningen skall finansiera framtida bibelöversättningsarbete i Sverige.
Arvidsson stod på förslag till biskop i Visby 1961, blev 1974 e.o. hovpredikant och 1988 teologie hedersdoktor i Lund. Genom sitt mångskiftande engagemang och breda ansvarstagande i ledande positioner var Arvidsson en ledande gestalt i svenskt kyrkoliv under 1900-talets senare del.
Ebbe Arvidsson var från 1943 gift med föreståndaren Lisa Pettersson (1913–1996), dotter till kvarnarbetaren Johan Pettersson och Gerda, ogift Högman. De fick adoptivdottern Eva (född 1945) och sonen Yngve (född 1951). Han är morfar till Malena Ernman. Ebbe Arvidsson är begravd på Uppsala gamla kyrkogård.